# Бобруйськ (монітор)
«Бобру́йськ» — радянський річковий монітор, один з чотирьох типу «Житомир» Пінської військової флотилії, колишній польський «Horodyszcze».

## Історія служби
Як і три інших монітора цього типу, «Бобруйськ» збудували в Данцігу на верфі Danziger Werft. На той час польсько-німецькі відносини були напруженими, тому на підприємстві Danziger Werft зі сторони робітників-німців траплялись факти саботажу та браку. 20 жовтня 1920 року під назвою «Horodyszcze» монітор увійшов до складу річкової флотилії ВМС Польщі. Біля 1935 року по бортам розташували прицепні поплавки-булі, що зменшили осадку до 0,6 м. Монітор затоплено власним екіпажем на річці Прип'ять 18 вересня 1939 року, коли до району базування наблизилася Червона Армія.
У жовтні 1939 року спеціальна група ЕПРОН підняла корабель та відвела його на буксирі на ремонт до Києва. Відремонтований корабель з новою назвою «Бобруйськ» увійшов 24 жовтня 1939 року до складу Дніпровської, а згодом, 17 липня 1940 року, до Пінської військової флотилії.
Початок Великої Вітчизняної війни «Бобруйськ» зустрів у складі дивізіону моніторів Пінської військової флотилії (ПВФ) у Пінську. Його командиром став старший лейтенант Семенов Ф. К. З липня і до серпня 1941 року монітор діяв на Прип'яті, на Горині біля Давид-Городок, на Дніпрі біля села Домантове. 15 липня на Прип'яті в районі містечка Турів отримав пряме влучення у корму. Пробоїна розміром 50×70 сантиметрів на щастя була вище ватерлінії. 20 серпня разом з іншими кораблями ПВФ «Бобруйськ» прикриває переправи 5-ї армії Південно-Західного фронту. 28 серпня «Бобруйськ» діє вже у складі Березінського загону річкових кораблів (ЗРК) з метою не допустити переправи ворожих військ біля села Домантове на Дніпрі..
В ніч на 31 серпня 1941 року «Бобруйськ» брав участь разом з іншими кораблями ПВФ, що входили до складу Березінського та Прип'ятського загонів річкових кораблів, у прориві до Києва із району Чорнобиль — Домантове, минаючи село Окунінове, де на той момент розташовувався плацдарм 6-ї німецької армії. Біля села Козаровичі, вже майже дійшовши разом з монітором «Вітебськ» до рубежів Київського укріпленого району, «Бобруйськ» потрапив під ворожий обстріл з правого берега та сів на мілину. Через 4 години екіпаж підірвав свій монітор за наказом командира Прип'ятського ЗРК. 22 вересня «Бобруйськ» виключили зі списків кораблів ВМФ. 12 червня 1944 року його підняли силами річкового аварійно-рятувального загону Дніпровської флотилії, яку нещодавно знову сформували, та відбуксирували до Києва. Але ремонт виявився недоцільним, і корабель здали на металобрухт.